# Adolph Rickenbacker
Adolph Rickenbacker (originalmente, Adolph Rickenbacher) (1 de abril de 1887 - 21 de marzo de 1976) fue un inventor y empresario suizo-estadounidense. Como diseñador, a principios de la década de 1930 jugó un papel clave en la invención y producción en serie de la primera guitarra eléctrica en los Estados Unidos. El fabricante estadounidense de instrumentos musicales Rickenbacker lleva su nombre desde la década de 1950.

## Semblanza
Adolph Rickenbacher emigró a Estados Unidos desde Zeglingen (Cantón de Basilea-Campiña) tras la temprana muerte de sus padres y se estableció en la ciudad californiana de Los Ángeles en 1918. Allí fundó la Rickenbacher Manufacturing Company con sus socios comerciales en 1925. La empresa fabricaba componentes metálicos y de baquelita, siendo suministradora entre otros clientes del fabricante de instrumentos musicales National para la construcción de guitarras con resonador.
Junto con el guitarrista e inventor George Beauchamp (1899-1941), Rickenbacher desarrolló una pastilla y la primera guitarra eléctrica, la Lapsteel Rickenbacker Frying Pan en 1931, cuando fundaron la empresa "Ro-Pat-In", que más tarde pasó a llamarse "Electro String Instrument Corporation". Adolph Rickenbacher cambió su apellido en la década de 1930 por el de Rickenbacker, de aspecto más estadounidense. Se cree que Rickenbacher quería aprovechar la popularidad de su primo Eddie Rickenbacker, un famoso piloto de carreras en los EE. UU. y as de la aviación de la Primera Guerra Mundial. En círculos privados, Adolph siguió usando el apellido Rickenbacher. En 1953, a la edad de 66 años, vendió la Electro String Company y los derechos de la marca Rickenbacker al empresario Francis Hall y se retiró. La empresa pasó a llamarse "Rickenbacker International Corporation" y continúa fabricando guitarras eléctricas y bajos con esta marca hasta el día de hoy.
Rickenbacher permaneció conectado con la industria de la fabricación de instrumentos musicales incluso después de jubilarse. Murió en Los Ángeles en 1976 a la edad de 88 años.